# Kai Wen Tan
Kai Wen Tan, detto Kevin (谭凯文S, Tán KǎiwénP, 譚凱文T; Fremont, 24 settembre 1981), è un ginnasta statunitense vincitore della medaglia di bronzo nel concorso a squadre a Pechino 2008.

## Palmarès
- Giochi olimpici estivi

Pechino 2008: bronzo nel concorso a squadre.